# Corbola
Corbola est une commune italienne de la province de Rovigo dans la région Vénétie en Italie.

## Géographie
La commune est située à l'intérieur du parc régional du Delta du Pô.

## Administration
| Période                                  | Période | Identité | Étiquette | Qualité |
| ---------------------------------------- | ------- | -------- | --------- | ------- |
|                                          |         |          |           |         |
| Les données manquantes sont à compléter. |         |          |           |         |

### Hameaux
Crociara, Livelli, Polesinello, Sagrati

### Communes limitrophes
Adria, Ariano nel Polesine, Papozze, Taglio di Po

## Personnalités
- Rik Battaglia (1927-2015), acteur de cinéma